# Clinton State Prison

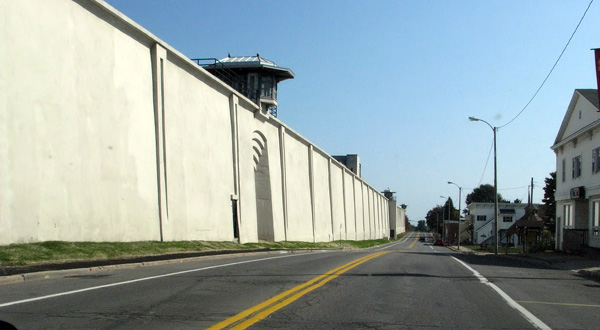
Clinton State Prison

De Clinton State Prison is de grootste gevangenis van de staat New York en heeft een bedenkelijke reputatie zowel wat de bewakers betreft als de gevangenen.
De gevangenis werd in 1848 gebouwd en moest het Amerikaanse gevangenissysteem hervormen. Door de gevangenen van de Clinton State Prison een naburige mijn te laten exploiteren zou dit systeem zichzelf financieel kunnen bedruipen. Dat bleek een vergissing. De locatie van de gevangenis was zo afgelegen en zo slecht bereikbaar dat er al aan gedacht werd de gevangenis op te heffen.
De omstandigheden in de gevangenis werden al gauw slechter omdat de mannen niets te doen hadden. Het regime werd daarom steeds strenger. Toen in 1897 de gevangenen in geheel Amerika in drie categorieën werden ingedeeld, kreeg Clinton State Prison de gevangenen met letter 'C': de zwaarste criminelen.
Ook na een nieuwe wijziging van het registratiesysteem van gevangenen bleef Clinton de zwaartse criminelen herbergen. Na hevige rellen in de jaren twintig van de twintigste eeuw in verschillende gevangenissen wegens de slechte omstandigheden werd Clinton grondig gemoderniseerd.
Vanwege de ligging van de Clinton State Prison (in Dannemora, tegen de Canadese grens) wordt ze ook wel Little Siberia genoemd.

## Enkele bekende gevangenen
- Gregory Corso
- Robert Garrow
- Vincent Johnson
- Russell Tyrone Jones alias Ol' Dirty Bastard
- Salvatore Lucania alias Lucky Luciano
- Richard Matt en David Sweat[1]
- Carl Panzram
- Joel Rifkin
- Tupac Shakur alias 2Pac